# Just Oliveras i Prats
Just Oliveras i Prats (l'Hospitalet de Llobregat, 1887 – 1938) fou un empresari i polític català, alcalde de l'Hospitalet de Llobregat assassinat durant la guerra civil espanyola.

## Biografia
Pertanyia a una família benestant arrelada a la ciutat des del segle xvii. El seu pare, Just Oliveras i Arús, era propietari de terres i comerciant de cereals. De ben jove s'afilià a la Lliga Regionalista i el 1907, juntament amb els seus germans, va promoure el segon eixample de l'Hospitalet urbanitzant la finca de cal Tres, propietat de la família, de la que en sortiria l'actual Rambla Just Oliveras, batejada així en honor seu. Arran d'això aconseguí ser nomenat cap de la secció local de la Lliga Regionalista, amb la que fou escollit regidor de l'ajuntament de l'Hospitalet de Llobregat en les eleccions municipals de 1914. L'1 de gener de 1916 fou escollit alcalde per primer cop, però el 16 de març del mateix any fou destituït. Fou escollit alcalde novament en 1918, i va mantenir el càrrec fins que fou destituït en proclamar-se la dictadura de Primo de Rivera en 1923.
Durant els anys 1920 es va dedicar activament al món empresarial gràcies a la bona marxa del negoci del seu pare i la dot aportada per la seva esposa, Josefa Durban i Casas. El 6 d'agost de 1921 va inaugurar la línia d'autobusos entre l'Hospitalet i la plaça d'Espanya de Barcelona. El 1927 adoptà la forma de societat anònima Oliveras SA i va connectar viatges amb Cornellà de Llobregat, Sant Boi de Llobregat i Sant Feliu de Llobregat.
Amb la caiguda de la dictadura, el 5 de març de 1930, Just Oliveras fou escollit de nou alcalde de l'Hospitalet i ocupà el càrrec fins al 14 d'abril de 1931, quan a les eleccions municipals espanyoles de 1931 va guanyar l'alcaldia Esquerra Republicana de Catalunya. Durant els anys de la Segona República Espanyola va compaginar els seus negocis amb el seu càrrec de regidor per la Lliga Catalana a l'ajuntament.

## El misteri de la seva mort

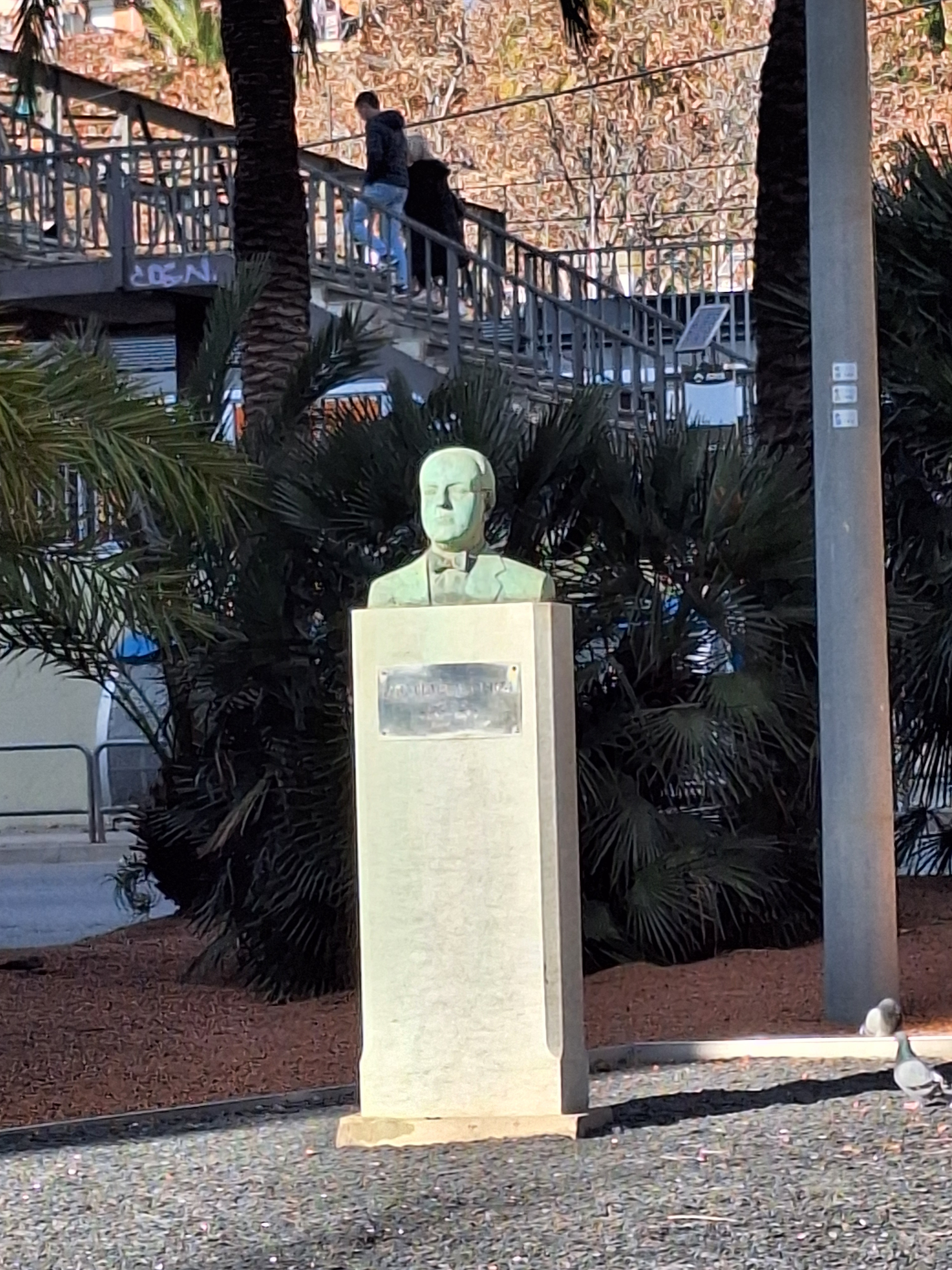
Monument a Just Oliveras, a l'Hospitalet

En esclatar la guerra civil espanyola, però, va decidir quedar-se a la vila, tot i que les seves empreses foren col·lectivitzades. El 1938 fou assassinat al garatge de casa seva juntament amb la seva cunyada, Antònia Durban Casas. La seva mort mai ha estat aclarida, puix que l'única testimoni, Àngela Casas Sabaté, no va poder identificar l'assassí, ja que portava la cara tapada.
Durant anys es va especular que l'autor fou un tal Carboner, cobrador d'autobusos dels Oliveras que havia estat acomiadat de l'empresa per assumptes de diners i que va desaparèixer en esclatar la guerra. Tanmateix, Antoni Téllez i Solà va publicar La guerrilla urbana en España: Sabaté (París, 1972, ISBN 9788460418610), on va definir Just Oliveras com a un potentat sense escrúpols, feixista, estraperlista i estafador i atribuí la seva mort a Quico Sabater: 
| « | El Quico, que no regia per la lleis que generalment acata submissament la col·lectivitat repetí l'acte justicier que havia comès mesos abans al front, aquesta vegada en la rereguarda,i es presentà un dia en el comerç dels Oliveras, quan aquest baixava la tanca. Un amic l'esperava en la porta quan Sabaté va sortir al carrer. Oliveras ja no podia tornar a explotar a ningú. La mort de l'estrapelista mai va ser atribuïda a Sabaté. | » |

A hores d'ara, però, no s'ha reconegut oficialment a l'autor o autors de l'assassinat.